# Nicht-Ich
Der Ausdruck Nicht-Ich wird als philosophischer Fachterminus vor allem in der Subjektphilosophie des deutschen Idealismus verwendet. Er bezeichnet etwa bei Johann Gottlieb Fichte die Gesamtheit all dessen, was vom reinen, ursprünglichen Ich verschieden ist. Zum Nicht-Ich gehört dabei nicht nur die Summe aller räumlichen Gegenstände, sondern z. B. auch noch das empirische Ich, insofern es schon eine vergegenständlichte Form des ursprünglichen Ichs ist.
Das Nicht-Ich geht Fichte zufolge auf eine ursprüngliche Setzung des reinen Ichs zurück und ist im Unterschied zu diesem teilbar.
Das Nichtich ist auch in der Existenzphilosophie von Karl Jaspers von Bedeutung: es gibt das Ich und das Nichtich. Das Nichtich ist dabei einerseits das Andere, das als „das Äußere“ wahrgenommen wird, andererseits das andere Ich:

„Das Ich kennt also das Nichtich als das fremde Sein des Stoffes und als das verwandte Sein des anderen Ich.“